# قشلاق مشهدی ابوالحسن
قشلاق مشهدی ابوالحسن، روستایی از توابع بخش قرچک شهرستان قرچک در استان تهران ایران است.

## جمعیت
این روستا در دهستان ولی آباد قرار دارد و براساس سرشماری مرکز آمار ایران در سال ۱۳۸۵، جمعیت آن ۳٬۱۵۶ نفر (۷۱۱خانوار) بوده‌است.